# ایساهارا
ایساهارا (به لاتین: Isahara) یک منطقهٔ مسکونی در ماداگاسکار است که در ونگایندرانو واقع شده‌است. ایساهارا ۱۰٬۰۰۰ نفر جمعیت دارد و ۳۴ متر بالاتر از سطح دریا واقع شده‌است.